# Michael Prüller
Michael Prüller (* 2. Mai 1961 in Wien) ist ein österreichischer Journalist, Jurist, ehemaliger stellvertretender Chefredakteur der österreichischen Tageszeitung Die Presse und seit 2011 Leiter des Amtes für Öffentlichkeitsarbeit und Kommunikation der Erzdiözese Wien.

## Leben
Seine Eltern waren beide für die katholische Kirche in Niederösterreich tätig; er hat vier Geschwister. Nach der Matura in St. Pölten studierte er Rechtswissenschaften (Jus) in Wien und Salzburg. Er wurde 1986 an der Universität Salzburg zum Dr. iur. promoviert. 1987 schloss sich ein Diplomstudium am Institut Européen des Hautes Études Internationales im südfranzösischen Nizza an.
Ab 1987 arbeitete er als Redakteur für die Tageszeitung Die Presse in Wien. Zunächst war er für kommerzielle Beilagen zuständig und ab 1992 schrieb er für das Wirtschaftsressort der Zeitung.
Von 1996 bis 1999 war er Unternehmensberater (Senior Consultant) bei der Werbe- und PR-Agentur Ogilvy PR in Wien.
Nach der Rückkehr zur Die Presse 2000 wurde er Leiter des Wirtschaftsressorts (Economist) und 2004 stellvertretender Chefredakteur. In der Presse am Sonntag veröffentlichte er die Kolumne „Culture Clash – Frontnachrichten aus dem Kulturkampf“.
2011 wurde er als Nachfolger von Erich Leitenberger Pressesprecher von Erzbischof Kardinal Christoph Schönborn und Leiter des Amtes für Öffentlichkeitsarbeit und Kommunikation der Erzdiözese Wien am Stephansplatz. Überdies wurde er im Vorstand der St.-Paulus-Medienstiftung (Der Sonntag, Radio Stephansdom, Internetpräsenz, Wiener Dom-Verlag) der Erzdiözese tätig. Von 2013 bis 2015 war er Chefredakteur der hauseigenen katholischen Wochenzeitung Der Sonntag.
Prüller ist seit 1986 verheiratet und hat acht Kinder.